# Cheyenne Parker
Cheyenne Parker (ur. 22 sierpnia 1992 w Nowym Jorku) – amerykańska koszykarka występująca na pozycjach silnej skrzydłowej oraz środkowej, obecnie zawodniczka Atlanty Dream, w WNBA.
28 stycznia 2012 została pierwszą zawodniczką w historii uczelni High Point, która uzyskała triple-double podczas rozgrywek NCAA Division I, zdobywając 13 punktów, 22 zbiórki i 10 bloków, w wygranym 58-53 spotkaniu z Winthrop.
14 lipca 2017 podpisała umowę z Wisłą Can-Pack Kraków.
27 lutego 2019 przedłużyła umowę z Chicago Sky.
6 marca 2021 zawarła kontrakt z Atlantą Dream.

## Osiągnięcia
Stan na 16 czerwca 2022, na podstawie, o ile nie zaznaczono inaczej.
NCAA
- Defensywna zawodniczka roku konferencji Big South (2012, 2013)
- Zaliczona do:
  - I składu:
    - Big South (2013)
    - zawodniczek pierwszorocznych Big South (2011)
    - turnieju Big South (2012)

  - II składu Big South (2012)
- Liderka NCAA w blokach (2013)

Drużynowe
- Finalistka pucharu Polski (2018)[6]

Drużynowe
- Wicemistrzyni Francji (2021)
- Zdobywczyni Pucharu Francji (2021)

Indywidualne
(* – oznacza nagrody przyznane przez portal asia-basket.com)
- Skrzydłowa roku ligi chińskiej (2020)*[7]
- Zaliczona do I składu:
  - Pucharu Polski (2018)[8]
  - ligi*:
    - chińskiej (2020)[7]
    - południowokoreańskiej (2019)[9]

  - zawodniczek zagranicznych ligi chińskiej (2020)*[7]
- Liderka w średniej zbiórek ligi chińskiej (2016)
- Uczestniczka meczu gwiazd ligi chińskiej (2016)